# Lavoûte-Chilhac
Lavoûte-Chilhac ist ein französischer Ort und eine Gemeinde mit 255 Einwohnern (Stand: 1. Januar 2022) im Département Haute-Loire in der Region Auvergne-Rhône-Alpes (vor 2016 Auvergne). Die Gemeinde gehört zum Arrondissement Brioude und zum Kanton Pays de Lafayette. Die Einwohner werden Lavoûtois genannt.
2022 wurde Lavoûte-Chilhac mit dem Prädikat Die schönsten Dörfer Frankreichs ausgezeichnet.

## Geographie
Lavoûte-Chilhac liegt etwa 40 Kilometer westnordwestlich von Le Puy-en-Velay am Allier.

### Nachbargemeinden
Umgeben wird Lavoûte-Chilhac von den Nachbargemeinden Blassac im Norden und Westen, Saint-Privat-du-Dragon im Nordosten, Chilhac im Osten, Aubazat im Südosten sowie Saint-Cirgues im Süden.

## Bevölkerungsentwicklung
| Jahr                       | 1962 | 1968 | 1975 | 1982 | 1990 | 1999 | 2006 | 2017 |
| Einwohner                  | 396  | 344  | 261  | 272  | 286  | 302  | 314  | 281  |
| Quellen: Cassini und INSEE |      |      |      |      |      |      |      |      |

## Sehenswürdigkeiten
- Priorat Sainte-Croix, ursprünglich um 1025 gegründet, heutiger Bau aus dem 15. Jahrhundert, seit 1937 Monument historique, mit der Kirche Notre-Dame, seit 1862 Monument historique, und Garten
- mittelalterliche Brücke aus dem 15. Jahrhundert mit Teilen aus dem 11. Jahrhundert
- Reste der Ortsbefestigung
- Schloss Saint-Maurice

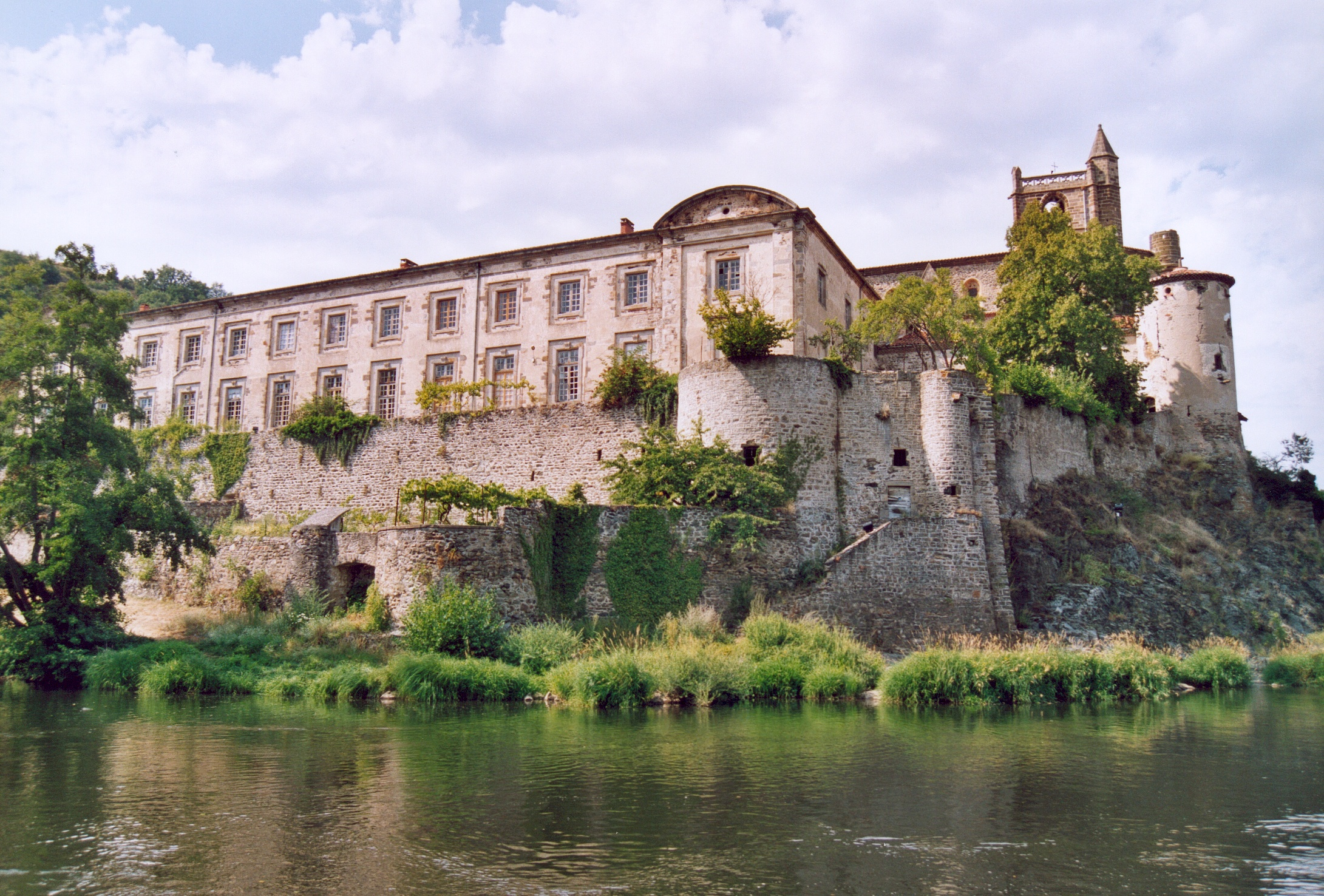
Priorei Sainte-Croix
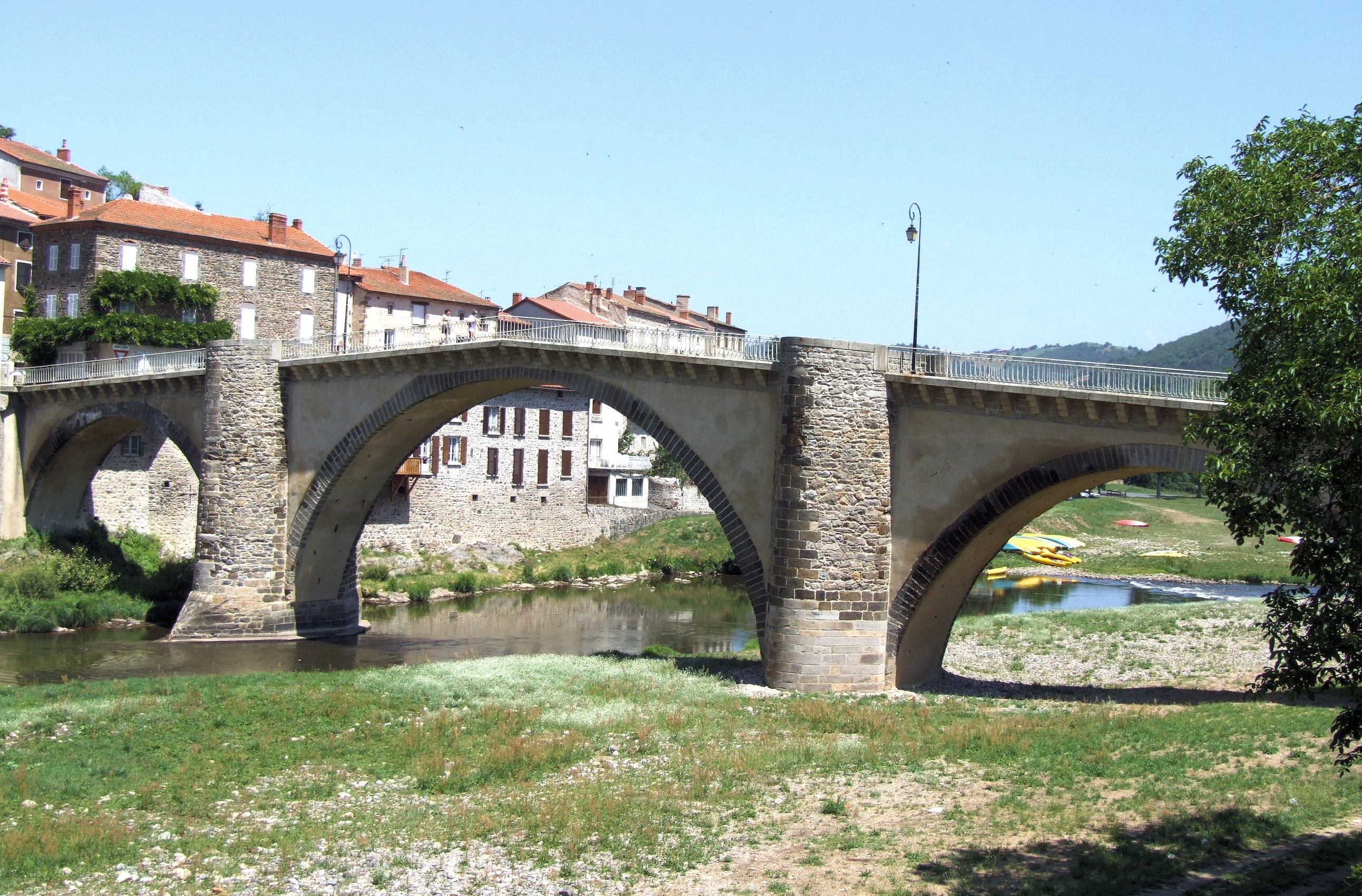
Brücke